# Henrion Ludlow Schmidt
Henrion Ludlow Schmidt war ein deutsch-englisches Beratungsunternehmen für Marken- und Unternehmensidentitäten und gehörte zu den ältesten Beratungsunternehmen dieser Art in Europa.

## Unternehmensgeschichte
Gegründet wurde das Unternehmen von FHK Henrion (geboren als Heinrich Fritz Kohn; 1914–1990), einem deutschen Designer aus Nürnberg. 1936 ging Henrion nach Paris und studierte dort Textildesign. Später arbeitete er in der Poster Design School bei Paul Colin. 1939 emigrierte er schließlich nach England, wo er während des Zweiten Weltkriegs für das British Ministry of Information und das United States Office of War Information Plakate gestaltete. Aus dieser Zeit stammen auch einige Cover für das US-amerikanische Blatt Harper’s Bazaar.
In der Nachkriegszeit etablierte er sich als Gestalter für Ausstellungen, Schmuck, Zeitschriften und Unternehmenszeichen. Dies führte 1951 zur Gründung von „Henrion Design Associates International“.
In der Folge beriet Henrion Unternehmen in ganz Europa bezüglich ihres Designs und ihrer Identität und wurde damit zu einem einflussreichen Pionier des strategischen Corporate Design und der Corporate Identity. Marken wie z. B. KLM, Tate & Lyle, Beiersdorf AG oder C&A verdanken ihren Erfolg auch seiner Arbeit.
1981 kamen zwei weitere Partner hinzu, Chris Ludlow und Klaus Schmidt (1946–2007). Der Unternehmensname wurde in Henrion Ludlow Schmidt geändert. Seit dieser Zeit kamen weitere Kunden wie z. B. Mercedes-Benz, British Midland, London Underground, Deutsche Bank oder E-Plus hinzu.
Zuletzt war Henrion Ludlow Schmidt in zwei Büros in London und Hamburg tätig und beriet Unternehmen in allen Fragen der Corporate Identity.
Nach dem Tod Schmidts im August 2007 wurden die Büros aufgelöst, der letzte Geschäftsführer der Hamburger Niederlassung, Felix Stöckle, ging zu Interbrand.

## Beratungsansatz
Seit 1990 arbeitet Henrion Ludlow Schmidt mit dem Beratungsansatz „Holistic Solutions“. Dieser von Dr. Klaus Schmidt entwickelte Ansatz folgt einem ganzheitlichen Markenmodell, das alle Dimensionen einer Marke einbezieht und miteinander vernetzt: Kultur, Verhalten, Produkte und Dienstleistungen, Märkte und Kunden, Design sowie Kommunikation (siehe Literatur: „Inclusive Branding“). Zur Steuerung der Dimensionen wird im Kern die Markenpositionierung definiert, welche die Vision, Mission und Werte sowie die Unterscheidungsmerkmale, das Leistungsversprechen und den Kundennutzen der Marke zusammenfasst. Auf diese Weise lässt sich die Markenpositionierung in allen Dimensionen operativ relevant umsetzen.